# Xasthur/Nortt
Xasthur/Nortt es el título del split compartido por la banda estadounidense Xasthur y la banda danesa Nortt. Este álbum fue lanzado en diciembre de 2004, bajo el sello discográfico Total Holocaust Records. Más tarde sería reeditado en formato CD y LP por el sello Southern Lord Records con material gráfico diferente. La versión en LP estaba limitada a un total 1000 copias.

## Canciones

### Canciones de Nortt
1. Hedengangen (introducción) - 01:54
2. Glemt - 07:37
3. Død og borte - 05:53
4. Dystert sind (finalización) - 02:21

### Canciones de Xasthur
1. A curse for the lifeless - 04:28
2. Blood from the roots of the forest - 10:24
3. Lurking in silence - 04:24